# Игры Юго-Восточной Азии 2015
28-е Игры Юго-Восточной Азии прошли с 29 мая по 16 июня 2015 года в городе Сингапур (Сингапур). В них приняли участие спортсмены из 11 стран, которые соревновались в 36 видах спорта.

## Виды спорта
На Играх прошли соревнования по следующим видам спорта:

| - Водные виды спорта: - Прыжки в воду (8) - Плавание (38) - Синхронное плавание (3) - Водное поло (2) - Стрельба из лука (10) - Лёгкая атлетика (46) - Бадминтон (7) - Баскетбол (2) - Бильярд и снукер (10) | - Боулинг (10) - Бокс (11) - Гребля на байдарках и каноэ (17) - Велоспорт (6) - Конный спорт (4) - Фехтование (12) - Флорбол (2) - Футбол (1) - Гольф (4) - Гимнастика (17) | - Хоккей на траве (2) - Дзюдо (12) - Нетбол (1) - Пенчак-силат (13) - Петанк (10) - Академическая гребля (18) - Регби-7 (2) - Парусный спорт (20) - Сепак такро (10) - Стрельба (26) | - Софтбол (2) - Сквош (5) - Настольный теннис (7) - Тхэквондо (15) - Теннис (7) - Драгонбот (8) - Триатлон (2) - Волейбол (2) - Водные лыжи (11) - Ушу (20) |

## Страны-участницы
- Бруней (73)
- Камбоджа (177)
- Индонезия (517)
- Лаос (183)
- Малайзия (644)
- Мьянма (382)
- Филиппины (466)
- Сингапур (743)
- Таиланд (744)
- Восточный Тимор (59)
- Вьетнам (382)

В скобках — количество спортсменов, которое приняло участие в играх той или иной страны.

## Итоги Игр
| Место | Страна          | Золото | Серебро | Бронза | Всего |
| ----- | --------------- | ------ | ------- | ------ | ----- |
| 1     | Таиланд         | 95     | 83      | 69     | 247   |
| 2     | Сингапур        | 84     | 73      | 102    | 259   |
| 3     | Вьетнам         | 73     | 53      | 60     | 186   |
| 4     | Малайзия        | 62     | 58      | 66     | 186   |
| 5     | Индонезия       | 47     | 61      | 74     | 182   |
| 6     | Филиппины       | 29     | 36      | 66     | 131   |
| 7     | Мьянма          | 12     | 26      | 31     | 69    |
| 8     | Камбоджа        | 1      | 5       | 9      | 15    |
| 9     | Лаос            | 0      | 4       | 25     | 29    |
| 10    | Бруней          | 0      | 1       | 6      | 7     |
| 11    | Восточный Тимор | 0      | 1       | 1      | 2     |
| Всего | Всего           | 403    | 401     | 509    | 1313  |